# 셜록 (드라마)
《셜록》(Sherlock)은 아서 코난 도일의 셜록 홈즈 탐정소설 연작에 기반한 영국 미스터리 범죄 드라마이다. 2010년부터 2017년까지 방송됐으며, 각 3부로 이뤄진 시즌 4개와 2016년 1월 1일에 방영된 특별편을 포함해 총 13편의 에피소드가 방영됐다. 스티븐 모펏과 마크 게이티스가 제작했으며 베네딕트 컴버배치가 셜록 홈즈, 마틴 프리먼이 존 왓슨을 연기했다. 영국 방송국 BBC와 하츠우드 필름즈가 제작에 참여했으며, 제작책임자로 모펏과 게이티스 이외에 수 버튜와 레베카 이튼이 참여했다. 미국에선 현지의 방송국 WGBH-TV 보스턴이 PBS의 〈마스터피스〉 연작의 일환으로 제작지원했으며 해당 프로그램을 통해 미국에서 방영됐다. 촬영은 대부분 웨일스의 카디프에서 진행됐으며 그 외 홈즈와 왓슨의 거주지 베이커가 221B의 외곽은 런던의 가워 스트리트에서 촬영됐다.
이야기의 무대는 현대의 영국으로, 본래 빅토리아 시대의 이야기였던 홈즈 이야기를 현대화해 재구성했다. 《셜록》은 방영 당시 각본, 연기 및 연출로 대체적으로 긍정적인 평가를 받았다. 2010년 새턴 어워즈 최고 드라마상과 2011년 영국 BAFTA 최고 드라마상을 비롯하여 총 17개의 상을 수상하였고, 이외에도 2010년 새턴 어워즈 남우주연상과 2011년 에미상 드라마부문을 비롯하여 19개 부문에 각각 후보로 올랐다.
《셜록》의 에피소드 전체는 모드 DVD와 블루레이로 판매됐으며, 타이인으로 일부 발췌된 코난 도일 단편집과 데이비드 아널드와 마이클 프라이스의 사운드트랙이 제공됐다. 2014년 1월에는 공식 모바일 어플리케이션 '셜록: 더 네트워크'를 출시했다.

## 제작

### 발단
이 드라마는 TV 프로그램에 빅토리아 시대의 문학을 인용하거나 적용한 적 있는 스티븐 모팻과 마크 게이티스의 합작에 의해 만들어졌다. 모팻은 지킬 박사와 하이드를 2007년작 드라마《지킬》로써 개작한 적 있으며, 게이티스는 "조용하지 않은 죽음"이라는 《닥터 후》의 에피소드를 찰스 디킨스풍으로 쓴 적이 있다." 모팻과 게이티스는 둘 다 《닥터 후》의 작가이며, 홈즈를 개작하려는 계획은 그들이 《닥터 후》의 촬영지 카디프로 수 없이 왔다갔다하는 기차 안에서 논의되었다. 이 두 작가는 모두 셜록 홈즈의 엄청난 팬이다; 게이티스는 "셜록 홈즈 시리즈를 읽어보지 않은 사람을 만날 때마다 나는 항상 그들이 (아직 홈즈 시리즈를 읽어보지 않았기 때문에) 앞으로 엄청난 즐거움을 느낄 것이라고 생각했다."고 홈즈 시리즈에 대해 얘기했다. 모팻과 게이티스 둘 다 '우정'이라는 주제에 대해 큰 흥미를 느꼈다. 이 작가들은 그들 외에 또다른 누군가가 셜록을 지금 시대에 사는 버전으로 재탄생시키려는 생각을 했을 수도 있다고 깨달았다. 시상식차 몬테카를로에 갔을 때, 모팻의 부인인 프로듀서 수 버추가 그들이 이 프로젝트를 시작하면 어떠냐고 제안했다.
게이티스는 아서 코넌 도일의 작품들을 최근 티비에서 개작한 것들이 193~40년대에 바실 레스본이 주연한 영화들처럼 원전에 대해 불경한 대신에 "너무 경건하고 너무 느리다" 며 비판했다. DVD 코멘터리에서, 모팻과 게이티스는 이전에 만들어졌던 셜록 홈즈에 관한 모든 것들은 원전에 충실했다고 이야기하며, 특히 래스본과 그라나다 텔레비전 버전이 그러하다고 밝혔다. 베네딕트 컴버배치의 셜록은 범죄를 해결하기 위하여 문자, 인터넷, GPS등과 같은 현대 기술을 이용한다. 드라마 셜록의 두 에피소드를 감독한 폴 맥귀건은 이 드라마는 코넌 도일의 캐릭터를 유지하고 있다면서, "책 안에서 그(셜록)는 사용할 수 있는 모든 장치를 사용하며 항상 실험실에서 실험을 했다. 이 드라마는 단지 현재 버전의 셜록이다. 그는 단서를 밝혀내기 위해 그가 이용할 수 있는 도구들을 이용하는 것 뿐이다"라고 밝혔다.
이 업데이트는 베이커 가의 주소와 셜록의 숙적인 모리아티와 같은 소설의 전통적인 요소들을 유지하고 있다. 비록 원전의 사건들이 현대의 시간대로 옮겨오긴 했지만, 원전의 요소들은 이야기에 자연스레 녹아들어있다. 가령 마틴 프리먼의 왓슨은 아프가니스탄의 군복무를 마치고 돌아왔다. 원작의 왓슨이 2차 앵글로-아프간 전쟁 (1878-1880)에서 의가사 제대로 고향에 돌아왔다는 것에 대해 논의하는 동안, 게이티스는 "이건 지금과 똑같은 전쟁이잖아. 똑같이 이길 수 없는 전쟁."이라는 것을 깨달았다.
셜록은 2008년 8월에 열린 에든버러 국제 텔레비전 페스티벌에서 60분짜리 단편 드라마로, 2009년 중후반기쯤 상영될 예정이라고 발표되었다. 파일럿판이 성공하자 이를 시리즈로 만들라는 지시가 떨어졌다. 하지만 800만 파운드를 들였다는 첫 번째 파일럿판을 두고, BBC를 비롯한 다른 방송사들은 "《셜록》은 아마 망할 것 같다"는 평가를 내리게 만들었다. BBC는 파일럿을 방영하지 않기로 결정했으며, 대신 90분짜리로 3화를 전부 다시 찍으라는 요청을 내렸다. 원래 파일럿은 DVD에 수록되어있다. 코멘터리를 하는 동안에, 제작진은 BBC가 파일럿에 대해 "매우 행복해"했으나 그들에게 포맷을 바꾸라고 요구했다고 이야기했다. 저널리스트 마크 로슨은 그 파일럿은 "잠재적으로 확장되고 다시 쓰여졌으며, 시각, 속도, 소리 모두 완전히 다시 상상되었다"고 평했다.

### 캐스팅

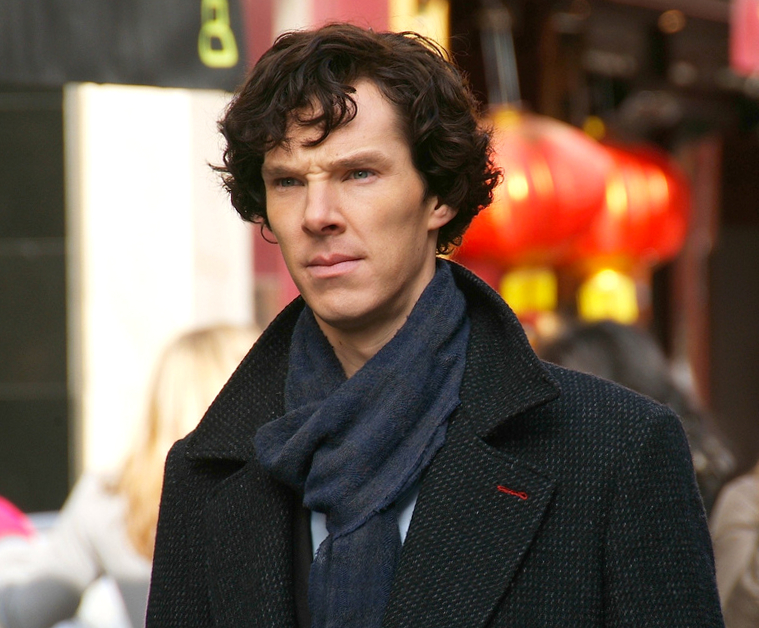
시즌2 촬영중인 베네딕트 컴버배치

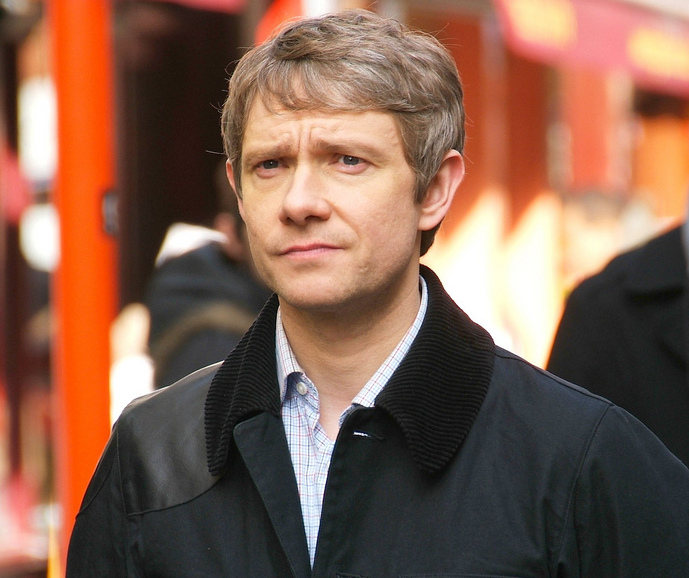
왓슨 박사역으로 2011년 BAFTA '최우수 조연상을 수상한 마틴 프리먼

베네딕트 컴버배치는 셜록 홈스를 연기했다. 가디언 지에 의하면 "컴버배치는 이상하고 천재적인 인물을 아주 잘 연기하기로 명성이 자자했으며, 그의 홈스는 차갑고 기술적인 전문가이며 살짝 아스퍼거 증후군 환자같다"고 표현했다. 컴버배치는 "그를 연기하는 데 있어서는 엄청난 과제가 요구된다. 왜냐하면 당신의 머리속에 있는 엄청난 양의 단어들과 생각의 속도-당신은 그 둘을 엄청난 속도로 연결지어야만 한다. 그는 청중들로부터 한 발짝 앞서나가있으며, 그의 주위에 있는 사람들은 모두 보통 사람의 지능을 지니고 있다. 그들은 그가 무엇을 말하는 지 헤아리지 못할 때가 꽤 많다"고 이야기했다. BBC 웨일스의 드라마 국장인 비어스 웽거는 이 드라마의 셜록을 "현 시대에 살고 있는 다이내믹한 슈퍼히어로. 이 거만하고 천재적인 탐정은 범죄자와 경찰들-아니 사실은 모든 사람들보다 자신이 더 똑똑하다는 것을 증명하기 위한 열망에 의해 움직인다"고 묘사했다. 사회적인 태도와 방영 규제에 의해, 컴버배치의 홈스는 파이프 담배를 여러 장의 니코틴 패치로 대체했다. 모팻에 따르면, 작가들은 셜록은 "완전 현시대의 사람"처럼 이야기하진 않을 거라고 믿었으나 초기 의도는 "그는 절대 그가 강의를 하는 것처럼 이야기하진 않을 거야"였다. 그러나, 모팻은 두 번째 시즌에서 캐릭터를 "좀 더 빅토리아 시대의 사람"처럼 변형시키면서 컴버배치의 "아름다운 목소리"를 좀 더 활용하기로 결정했다.
공동 제작자인 마크 게이티스는 옵저버와의 인터뷰에서 그들은 셜록보다 존 왓슨 박사에 맞는 배우를 캐스팅하는 데 더 어려움을 겪었다고 밝혔다. 프로듀서 수 버추는 "베네딕트는 우리가 본 사람 중 셜록(이라는 배역)에 딱 맞는 유일한 사람이었어요... 베네딕트는 캐스팅이 확정되었으니, 존 왓슨은 그와의 케미가 잘 맞아야 했어요. 그리고 난 그 둘이 방 안을 들어올 때, 시청자들이 그들이 잘 맞는구나라고 느껴야 한다고 생각했어요." 몇 명의 배우들이 왓슨 역을 위해 오디션을 보았으나, 마틴 프리먼이 최종적으로 이 역할을 맡게 되었다. 스티븐 모팻은 맷 스미스가 처음으로 성공적이지 못한 오디션을 봤다고 이야기했다. 프로듀서들은 "올곧은" 이미지의 누군가를 왓슨 역으로 요구했는데, 그는 너무 "제정신이 아니"라서 탈락당했다. 얼마 지나지 않아서, 모팻은 스미스를 닥터 후의 11대 닥터로 캐스팅했다.
작가들은 프리먼의 캐스팅은 컴버배치가 홈스를 연기하는 방식을 발전시켰다고 이야기했다. 기자인 빅토리아 소프는 "프리먼의 믿음직하고, 유능한 왓슨은 자기 스스로를 '고성능의 소시오패스'라고 묘사하는 현대판 셜록을 잠금해제 시켰다"고 언급했다. 게이티스는 캐릭터에게 정확한 톤을 주는 것에 대한 중요성을 강하게 주장했다. "왓슨은 멍청이가 아니다. 비록 코넌 도일이 그를 놀려먹는 것을 좋아했을지라도," 게이티스가 이야기했다. "그러나 단 하나 멍청한 점은 그 자신을 멍청한 사람들이 에워싸도록 만드는 점이다." 모팻은 프리먼은 "재능을 제외하고는 베네딕트와 전부 다 정반대이다... 마틴은 보통 남성 안에서 시인을 찾는다. 난 그가 하는 모든 것의 꼼꼼하고 세심한 리얼리즘을 사랑한다. 난 그가 하는 모든 것을 믿는다. 매 테이크마다 신선하다."고 이야기했다.
루퍼트 그레이브스는 그렉 레스트레이드 경위에 케스팅되었다. 작가들은 "레스트레이드 경감"이라는 캐릭터에 대해 어떻게 발전시킬까를 논의하던 중, 게이티스가 현재는 경감이 아니라 "경위"라는 직책을 달고 있다는 것을 깨닫기 전까지 "경감"이라고 캐릭터를 언급했었다. 모팻과 게이티스는 레스트레이드가 원작에서 자주 등장하지 않으며 일관성이 없다는 점을 지적했다. 그들은 "여섯 개의 나폴레옹 상"에 나타난, 홈즈에 의해 좌절하지만 동시에 그를 존경하며, 홈즈가 스코틀랜드 야드에서 가장 최고의 사람이라고 여기는 버전으로 가기로 결정했다. 여러 지원자들이 희극적인 방식으로 오디션에 임했으나 제작진은 그레이브스가 그 역할에 부여한 진지함을 더 선호했다. 그의 이름은 바스커빌의 개에서 그렉으로 밝혀졌다.
앤드루 스콧은 짐 모리아티로 "위대한 게임"에서 첫 등장을 알렸다. 모팻은 "우리는 처음부터 모리아티와 무엇을 하고 싶은지 알고 있었다. 모리아티는 일반적으로 좀 둔하고, 좀 우아한 악당이므로 우리는 진짜 정말로 놀래킬만한 사람을 생각했다. 완전히 싸이코인 사람을." 모팻과 게이티스는 처음에는 이 세 에피소드에 셜록과 모리아티가 대립하는 것을 넣지 않으려고 했으나 그들이 "대치 신을 넣어야 돼. 우리는 '마지막 사건'에 나온 두 대적이 서로를 만나는 신을 넣어야" 하는 것을 깨달았다.
남은 주연 캐스팅은 허드슨 부인 역에 우나 스텁스, 마이크로프트 홈즈 역에 공동제작자인 마크 게이티스, 마이크로프트의 조수 역의 앤시아에 리사 맥칼리스터가 각각 맡게 되었다. 비넷 로빈슨과 루이즈 브릴리가 샐리 도노번과 몰리 후퍼 역을 각각 맡았다.
게스트 출연으로는 제프 역할에 필 데이비스, 딤목 경위 역할에 폴 체커, 세라 역할에 조 텔퍼드, 수 린 야오 역할에 제마 찬, 케니 프린스 역할에 조 세션, 미스 웬세슬라스 역에 헤이든 기네, 모리아티의 피해자 중 한 명에 데보라 무어 그리고 플라네타리움 성우 역할에 피터 데이비슨이 있다. 시즌 2의 '벨그라비아 스캔들'에는 라라 펄버가 아이린 애들러 역을, '바스커빌의 개'에서는 러셀 토비가 헨리 나이트 역을 맡았다.

### 촬영(진행)
이 프로는 BBC웨일스의 하츠우드 필름에서 제작되었으며 BBC 월드와이드 또한 공동 제작 자금을 투자했다. PBS의 자금 회사인 마스터피스 역시 이 드라마를 공동 제작했는데 파일럿 촬영은 런던과 카디프에서 2009년 1월에 시작되었다. 이 파일럿은 모팻이 각본을 쓰고 코키 기드로익이 감독을 맡았다. 7시간의 밤촬영은 스완지 윈드 거리의 No Sign이라는 바에서 1월 20일~21일동안 이루어졌다. 이 바는 홈스와 왓슨의 저녁식사 촬영을 위해 이탈리안 레스토랑으로 다시 디자인 되었다. 로케이션 담당 매니저들은 이 바를 촬영장소로 선택한 이유가 골목 가까이에 있는 이탈리안 레스토랑으로도 쓰일 수 있는 빌딩이 필요했기 때문이라고 말했다. 1월 21일, 카디프의 뉴포트 로드에서 촬영. 1월 23일 런던의 베이커 가뿐만 아니라 다른 씬들 역시 런던에서 촬영. 그 주에 Merthyr Tydfil에서 로케이션이 이루어졌다. 221B 베이커 가는 185 노스 고어 스트릿에서 촬영되었다. 베이커 가는 차량이 엄청나게 많은 관계로 촬영하기가 불가능했으며, 그 숫자와 관련된 것은 "셜록 홈스"와 관련된 것이라는 꼬리표가 불어있기 때문에, 다른 것으로 위장할 필요가 있었기 때문이다.
2009년 7월, BBC 드라마국은 90분짜리 3화를 2010년에 방영한다는 계획을 공표했다. 모팻은 그 이전에 셜록 시리즈를 의뢰받았기 때문에, 게이티스가 제작책임자 자리를 넘겨받고, 모팻은 닥터 후 시리즈를 제작하는 데 전념할 수 있었다. "위대한 게임"은 부분적으로 폐쇄된 하수처리장에서 촬영되었다. 제작사는 하츠우드 필름의 카디프 국과 2009년 말 BBC의 "드라마 마을"로 계획된 카디프 베이에 오픈한 하츠우드 필름 웨스트에 근거지를 두었다. 촬영 일부는 닥터후가 촬영되었던 어퍼 보트 스튜디오에서 이루어졌다. 촬영은 2010년 1월에 시작되었다. 폴 맥귀건이 1화와 3화를 감독하였으며 유로스 린이 2화를 감독하였다. 이 세 에피소드들은 3화-2화-1화 순으로 촬영되었다.
파일럿의 의상은 BAFTA 웨일스 상을 받은 의상 디자이너 레이 홀먼이 디자인했다. 컴버배치는 1000파운드 짜리 벨스타프 코트를 시리즈 내내 입고 나왔다. 이 드라마의 의상 디자이너인 사라 아서는 그녀가 어떻게 탐정 옷차림을 만들어냈는지 설명했다. "홈스는 패션에 아무런 관심이 없을 거예요. 그래서 저는 클래식 정장에 모던함을 섞기로 결정했어요: 다리통이 좁은 바지에 투버튼 슬림 컷 재킷처럼요. 저는 또한 액션신을 위해 슬림컷 셔츠와 긴 코트를 선택했지요. 이 차림은 런던 고층빌딩들과 대비되어 근사하게 보였어요."
작가들은 이야기에 현대성을 무리하게 넣고 싶어하지는 않았다. 다만 홈스의 대문 앞에 "221B"가 들어가는 등 몇 창의적인 시도들은 있었다. 게이티스와 모팻은 현대 사회에서는 집 주소를 문에 새겨놓고, 각 층마다 초인종이 달려있다는 것을 반영하기로 했다. 221B라는 숫자는 너무 유명한 상징이니 굳이 따로 각색하지는 않았다. 또한 작가들은 주인공 캐릭터들을 원작의 홈스와 왓슨 대신 '셜록'과 '존'이라는 이름으로 부르기로 결정했다. 이는 또한 이 드라마의 제목에 반영이 되었다. 감독인 폴 맥귀건은 전화기를 들고 있는 동안 그 사이사이에 컷어웨이 장면을 집어넣기 보다는 장면 위에 문자 메시지를 삽입하는 아이디어를 떠올렸다.
감독들은 주요 배우들과 모팻과 게이티스가 두 번째 시즌을 촬영하는 데 일정 맞추기가 어렵다는 것을 발견했다. 컴버배치와 프리먼 둘 다 2012년 개봉할 영화 《호빗》을 찍고 있었고 모팻은 《닥터 후》의 총괄작가로 계속 일하고 있었기 때문이다. 가디언 지에 따르면, 시간적인 압박에 대응하기 위해 2시즌은 "코넌 도일의 가장 유명한 이야기들 중 세 가지를 재작업했다는 특징이 있다". 게이티스는 이 이야기들을 3년에 걸쳐 만들자는 논쟁이 있었다고 이야기했으나, 모팻은 그들은 "미루는 즐거움"을 거절했다고 설명했다. 홈스와 왓슨의 관계는 셜록의 추리능력에 관해 예전보다 덜 놀라워하는 왓슨의 태도와 함께 두 번째 시즌동안 발전했다. 왓슨은 2화인 "바스커빌의 개"에서 초보 탐정처럼 행동한다.

## 주요 인물
주인공
- 셜록 홈즈(Sherlock Holmes) | 베네딕트 컴버배치 국내 성우: 장민혁
자문 탐정으로 사물을 보는 관찰력과 사건을 재구성하는 추리력이 뛰어나 런던 경시청에서 수사가 막힐 때마다 도움을 준다. 하지만 고기능적 소시오패스(high-functional sociopath)로 사람들과 잘 어울리지 못하며, 스스로를 '일과 결혼한 상태'라고 말한다.  바트 의과대학 실험실에서 실험을 하던 중 존을 만나게 되며, 군의관이었던 존에게 사건 현장에 같이 갈 것을 권유하고 존이 그것을 받아들이며 둘은 함께 다니게 된다.

- 존 왓슨(Dr. John Watson) | 마틴 프리먼 국내 성우: 박영재
전직 군의관으로 아프가니스탄과의 전쟁에서 부상을 입은 뒤 전역하여 런던에서 살고 있으며, 룸메이트를 구하고 있었다. 외상 후 스트레스 장애로 심리치료를 받고 돌아오는 도중 의과대학 친구였던 스탬퍼드를 만나게 되고, 그의 소개로 셜록을 처음 만난다. 사건을 수사하던 셜록의 권유로 처음 사건 현장을 간 이후 셜록의 수사를 돕게 된다. 모든 에피소드에 등장해 셜록이 유일하게 '동료'와 '친구'라고 부르는 인물이다.

주변인
- 허드슨 부인(Mrs. Hudson) | 우나 스텁스 국내 성우: 손정아
셜록과 존의 하숙집인 베이커가 221B의 주인. 셜록과는 아는 사이로 왓슨 박사와 마찬가지로 셜록에 대한 신뢰를 잃지 않는 인물이다.

- 그레그 레스트레이드(Greg Lestrade) | 루퍼트 그레이브스(Rupert Graves) 국내 성우: 전인배
런던 경시청 경감. 수사 원칙을 무시하는 것임을 알고 있지만, 그럼에도 사건 해결을 위해 수사가 막혔을 때 셜록에게 도움을 청한다.

- 앤더슨(Anderson) | 조너선 아리스(Jonathan Aris) 국내 성우: 최창석
도노번 경사처럼 셜록을 경멸해 자신과 관련된 홈즈의 추리가 맞았음을 인정하지 않고 오히려 합리적인 변명으로 부인하는 인물이다.

- 샐리 도노반(Sally Donovan) | 비넷 로빈슨(Vinette Robinson) 국내 성우: 최하나
소시오패스인 셜록을 경멸한 나머지 셜록이 살인자로서 경찰에 체포될 지도 모른다는 암시를 왓슨에게 수시로 심어준 인물이다.

- 몰리 후퍼(Molly Hooper) | 루이즈 브릴리 국내 성우: 이승주
셜록에게 다소 호의적인 시체 공시소 직원으로 약간 순진한 편이라 리처드 브룩이 원래는 짐 모리아티임을 나중에서야 알게 된다.

- 사라 소이어(Sarah Sawyer) | 조 텔퍼드(Zoe Telford) 국내 성우: 은정
존의 직장 상사로 존과는 낭만적인 관계 안에서 종사하지만 뉴질랜드에서의 동반 여행 이후에는 존과는 이성적으로 헤어진 상태이다.

- 아이린 애들러(Irene Adler) | 라라 펄버 국내 성우: 이선
"A Scandal in Belgravia"에 지배자로 등장해 홈스와 상호 간의 매력을 공유하며 대결했으나 나중에는 패배를 맞이하는 인물이다.

- 마이크로프트 홈즈(Mycroft Holmes) | 마크 게이티스 국내 성우: 김민석 → 홍진욱
셜록 홈스의 형으로, 영국 정부를 위해 일하고 있으며 셜록에 비해서 정적인 수수께끼에 강한 아마추어 탐정 겸 전형적인 공무원이다.

- 짐 모리아티(Jim Moriarty) | 앤드루 스콧 국내 성우: 강수진
셜록의 숙적으로 자문 범죄자를 자청하며 셜록에게 수수께끼를 던져준다. 원작과 달리 셜록처럼 30대 중반의 남성으로 등장하고 있다.

## 방영 목록
에피소드의 한글 제목은 KBS 외화시리즈로 방영될 때 번역된 제목을 기준으로 하였다.
- 시즌 1 (방영 기간 : 2010년 7월 25일 ~ 2010년 8월 8일)
  1. 핑크색 연구 (A Study in Pink)
 2010년 7월 25일,  2010년 11월 28일
'주홍색 연구'를 원작으로 하는 이야기. 연쇄 독살 사건을 맡게 된 셜록은 연쇄 독살 사건의 배후에는 모리아티가 있음을 직감하는데...
  2. 눈먼 은행원 (The Blind Banker)
 2010년 8월 1일,  2010년 12월 5일
'공포의 계곡', '춤추는 사람' 등을 원작으로 하는 이야기. 지인에 의해 은행원 살인 사건을 조사하던 셜록은 중국 골동품 밀수가 연관되어 있다고 확신하는데...
  3. 잔혹한 게임 (The Great Game)
 2010년 8월 8일,  2010년 12월 12일
'브루스파딩턴 호 설계도', '다섯 개의 오렌지 씨앗', '머즈그레이브 전례문' 등을 원작으로 하는 이야기. 보이지 않는 적수에 의해 사건을 맡게 된 셜록은 그 적수가 짐 모리아티임을 나중에서야 알게 되는데...

- 시즌 2 (방영 기간 : 2012년 1월 1일 ~ 2012년 1월 15일)
  1. 벨그라비아 스캔들 (A Scandal in Belgravia)
 2012년 1월 1일,  2012년 2월 3일
'보헤미아 왕국의 스캔들'을 원작으로 하는 이야기. 마이크로프트의 요청으로 중요 정보를 무기로 삼고 있는 애들러 양과 지혜를 겨루는데...
  2. 바스커빌의 개 (The Hounds of Baskerville)
 2012년 1월 8일,  2012년 2월 4일
'바스커빌 가문의 개'를 원작으로 하는 이야기.
  3. 라이헨바흐 폭포 (The Reichenbach Fall)
 2012년 1월 15일,  2012년 2월 5일
'마지막 사건'을 원작으로 하는 이야기. 모리아티에 의해 명성이 무너지게 된 셜록은 왓슨 일행을 구하고자 자살을 결심하는데...

- 시즌 3 (방영 기간 : 2014년 1월 1일 ~ 2014년 1월 12일)
  1. 빈 영구차 (The Empty Hearse)
 2014년 1월 1일,  2014년 1월 5일
'빈집의 모험'을 원작으로 하는 이야기.
  2. 세 개의 서명 (The Sign of Three)
 2014년 1월 5일,  2014년 1월 12일
'네 개의 서명'을 원작으로 하는 이야기.
  3. 마지막 서약 (His Last Vow)
 2014년 1월 12일,  2014년 1월 19일
'마지막 인사'를 원작으로 하는 이야기.

- 시즌 4 (방영 기간 : 2017년 1월 1일 ~ 2017년 1월 15일)
  1. 여섯개의 대처상(The Six Thatchers)
 2017년 1월 1일,  2017년 1월 2일
'여섯개의 나폴레옹 상'을 원작으로 하는 이야기.
  2. 빈사의 탐정(The Lying Detective)
 2017년 1월 8일,  2017년 1월 9일
'빈사의 탐정'을 원작으로 하는 이야기.
  3. 마지막 문제(The Final Problem)
 2017년 1월 15일,  2017년 1월 16일
'마지막 사건'을 원작으로 하는 이야기.

## 참조
1. ↑  https://www.imdb.com/title/tt1475582/episodes
2. ↑  https://www.imdb.com/title/tt1475582/awards
3. ↑  Jeffrey, Morgan (2014년 1월 20일). “Sherlock: The Network app: 'It's a bit of Cumberbatch in your pocket'”. Digital Spy. 2014년 1월 22일에 원본 문서에서 보존된 문서. 2014년 1월 22일에 확인함.
4. ↑  The Digital Development Factory Pty Ltd (2014년 1월 20일). “Sherlock: The Network. Official App of the hit TV detective series”. 《App Store》. 2016년 3월 5일에 원본 문서에서 보존된 문서. 2014년 1월 22일에 확인함.
5. 1 2 3 4  Parker, Robin (2008년 8월 23일). “Doctor Who's Moffat to pen modern Sherlock Holmes”. 《Broadcast》 (Emap Media). 2008년 12월 2일에 원본 문서 (subscription access)에서 보존된 문서. 2008년 12월 27일에 확인함.
6. ↑  Walton, James (2007년 6월 18일). “The weekend on television”. 《The Telegraph》. 2008년 5월 21일에 원본 문서에서 보존된 문서. 2007년 7월 28일에 확인함.
7. ↑  《Doctor Who: The Shooting Scripts》. BBC Books. 2005. ISBN 0-563-48641-4.
8. ↑  Bevan, Nathan (2009년 1월 15일). “Benedict Cumberbatch, Martin Freeman star in new BBC Sherlock Holmes drama filmed in Cardiff”. 《South Wales Echo》 (Western Mail and Echo).
9. ↑  Moffat, Steven "Introduction" In: Conan Doyle, Arthur (2011). 《Sherlock: A Study in Scarlet》. Random House. xi–xii쪽. ISBN 1849903662.
10. 1 2 3 4 5 6 7 8 9 10 11  Sue Vertue, Steven Moffat and Mark Gatiss. DVD audio commentary for "A Study in Pink"
11. 1 2  Pendreigh, Brian (2010년 7월 19일). “Times have changed but crimes are the same for new Sherlock Holmes”. 《The Herald》. 2012년 5월 8일에 원본 문서에서 보존된 문서. 2010년 7월 20일에 확인함.
12. 1 2 3 4  “BBC to make a modern-day Sherlock Holmes”. 《The Telegraph》. 2008년 12월 19일. 2010년 7월 20일에 확인함.
13. ↑  AP (2009년 8월 16일). “Life outside The Office for Martin Freeman”. 《Wales on Sunday》 (Western Mail and Echo).
14. 1 2  Heritage, Stuart (2010년 12월 24일). “Replay the best of 2010”. The Guardian. 2011년 1월 18일에 확인함.
15. 1 2 3  “The rebirth of Sherlock”. 《The Guardian》. 2010년 9월 2일. 2010년 9월 7일에 확인함.
16. 1 2  Mitchison, Amanda (2010년 7월 17일). “Benedict Cumberbatch on playing Sherlock Holmes”. 《The Guardian》. 2010년 7월 18일에 확인함.
17. ↑  French, Dan (2010년 2월 4일). “Matt Smith rejected for BBC's 'Sherlock'”. Digital Spy. 2010년 2월 7일에 원본 문서에서 보존된 문서. 2010년 2월 4일에 확인함.
18. 1 2 3 4 5  Mark Gatiss, Benedict Cumberbatch and Martin Freeman. DVD audio commentary for "The Great Game"
19. ↑  “Network TV BBC Week 31: Sunday 1 August 2010”. 《BBC》. 2010년 7월 18일에 확인함.
20. ↑  wr. Steven Moffat, dir. Paul McGuigan (2010년 7월 25일). 〈A Study in Pink〉. 《Sherlock》. 1 $2. 제 1회. BBC.
21. 1 2 3  wr. Stephen Thompson, dir. Euros Lyn (2010년 8월 1일). 〈The Blind Banker〉. 《Sherlock》. 1 $2. 제 2회. BBC.
22. 1 2  wr. Mark Gatiss, dir. Paul McGuigan (2010년 8월 8일). 〈The Great Game〉. 《Sherlock》. 1 $2. 제 3회. BBC.
23. ↑  Clarke, Steve (2009년 10월 1일). “Can Holmes solve co-prod mystery?”. 《Variety》 (Reed Business Information). 2009년 10월 2일에 확인함.
24. ↑  BBC Press Office (2010년 7월 12일). “Sherlock Press pack”. 2010년 7월 12일에 확인함.
25. ↑  “BBC Drama announces 'Sherlock', a new crime drama for BBC One” (보도 자료). BBC Press Office. 2008년 12월 19일. 2008년 12월 27일에 확인함.
26. ↑  Staff (2009년 1월 19일). “Bar mystery solved by detective work”. 《South Wales Evening Post》 (Northcliffe Newspapers Group).
27. ↑  Staff (2009년 1월 24일). “Exclusive: Gossip from city filming of BBC drama Sherlock”. 《South Wales Evening Post》 (Northcliffe Newspapers Group).
28. ↑  Staff (2009년 1월 21일). “Actors on set for detective drama”. 《South Wales Evening Post》 (Northcliffe Newspapers Group).
29. ↑  Nelson, Sadie (2010년 7월 26일). “Holmes sweet Holmes”. 《Nelson's Column》 (London Town). 2010년 8월 3일에 원본 문서에서 보존된 문서. 2010년 8월 4일에 확인함.
30. ↑  “Sherlock Holmes, and the riddle of the packed sandwich bar”. 《Daily Mail》. 2010년 8월 15일. 2010년 8월 16일에 확인함.
31. ↑  McMahon, Kate (2009년 7월 14일). “BBC1 unveils new dramas” (subscription access). 《Broadcast》 (Emap Media). 2009년 7월 21일에 확인함.
32. ↑  Benji, Wilson (2009년 8월 7일). “One Final Question: Mark Gatiss”. 《Radio Times》 (BBC Magazines). 146면.
33. ↑  Parker, Robin (2009년 8월 20일). “Hartswood set to develop projects from Welsh office” (subscription access). 《Broadcast》 (Emap Media). 2009년 8월 20일에 확인함.
34. ↑  “Filming Begins on 'Sherlock'” (PDF) (보도 자료). Hartswood Films. January 2010. 2011년 7월 16일에 원본 문서 (PDF)에서 보존된 문서. 2010년 1월 28일에 확인함.
35. ↑  Levine, Nick (2010년 4월 17일). “Mark Gatiss talks 'Who', 'Sherlock'”. 《Digital Spy》. 2015년 10월 8일에 원본 문서에서 보존된 문서. 2010년 5월 28일에 확인함.
36. ↑  “Sherlock”. Ray Holman website. 2009년 7월 21일에 확인함.
37. 1 2  Paul Bignell and Rachel Shields (2010년 8월 8일). “Sherlock chic! Fashion? It's elementary, thanks to BBC”. 《The Independent》. 2019년 12월 30일에 원본 문서에서 보존된 문서. 2010년 8월 10일에 확인함.